# Rauni Corona
Rauni Corona est une corona, formation géologique en forme de couronne, située sur la planète Vénus par 40,8° N et 271,9° E. Elle est localisée dans le quadrangle de Beta Regio. Elle a été nommée en référence à Rauni, déesse finlandaise de la moisson et de la Terre. 

## Géographie et géologie
Rauni Corona couvre une surface circulaire d'environ 271 km de diamètre. 